# Acide alpha-aminobutyrique
L'acide α-aminobutyrique ou acide 2-aminobutanoïque est un acide α-aminé non protéinogène également appelé homoalanine, dans la mesure où sa chaîne latérale contient un groupe méthylène –CH2– supplémentaire par rapport à l'alanine.
C'est un substrat d'enzymes qui synthétisent certains peptides non ribosomiques ; l'un de ces peptides est notamment l'acide ophtalmique, un tripeptide tirant son nom du fait qu'il a été isolé pour la première fois à partir de cristallin de veau.
L'acide α-aminobutyrique est un isomère de l'acide γ-aminobutyrique (GABA), un neurotransmetteur, ainsi que de l'acide β-aminobutyrique, d'occurrence naturelle bien plus rare.